# 笠覆寺

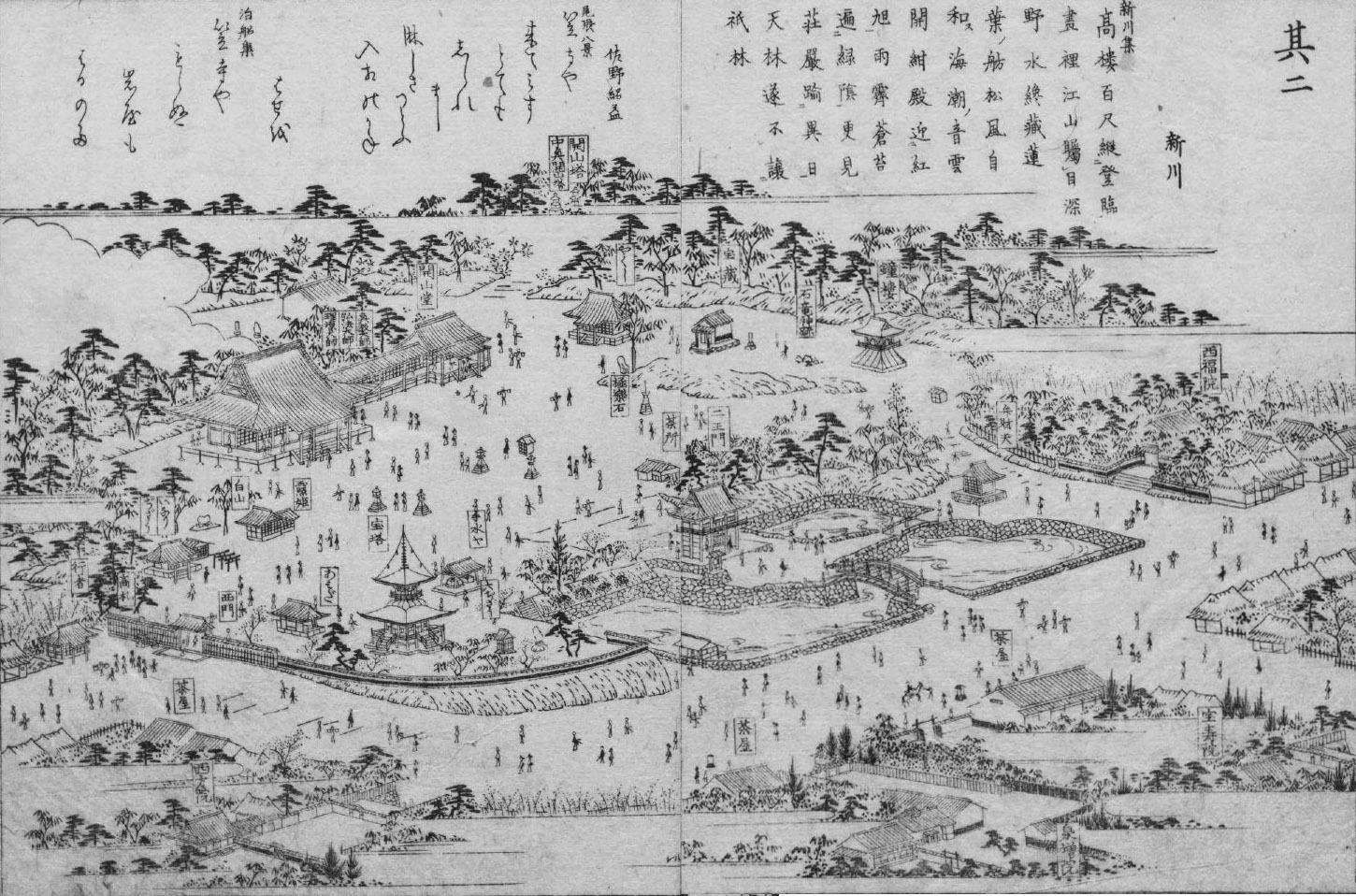
尾張名所図会　巻五　笠覆寺

笠覆寺（りゅうふくじ）は、愛知県名古屋市南区笠寺町上新町83番地にある十一面観音を本尊とする真言宗智山派の寺院。山号は天林山。一般には笠寺観音（かさでらかんのん）の通称で知られる。尾張四観音の一つで、その他尾張三十三観音、名古屋二十一大師やなごや七福神などの霊場の札所である。

## 歴史
寺伝によれば、天平5年（733年、一部文書には天平8年 - 736年）、僧・善光（または禅光）が呼続の浜辺に打ち上げられた、夜な夜な不思議な光を放つ霊木を以て十一面観音像を彫り、現在の南区粕畠町にその像を祀る天林山小松寺を建立したのが始まりであるという。
その後約200年を経て堂宇は朽ち、観音像は雨露にさらされるがままになっていた。ある時、旅の途中で通りかかった藤原兼平（藤原基経の子、875年 - 935年）が、雨の日にこの観音像を笠で覆った鳴海家長･太郎成高の家に仕える娘を見初め、都へ連れ帰り玉照姫と名付け妻とした。延長8年(930年)この縁で兼平と姫により現在の場所に観音像を祀る寺が建立され、笠で覆う寺、即ち笠覆寺と名付けられたという。笠寺の通称・地名等もこの寺院名に由来する。
鎌倉時代には塔頭寺院が派生し、僧・阿願によって境内には鐘楼が造られ、尾張三名鐘に数えられる梵鐘が鋳造された。この鐘は建長3年（1251年）の銘があり、愛知県の有形文化財に指定されているが、大晦日には除夜の鐘として参拝者も撞くことができる。
境内南側には旧東海道が通っており、江戸時代には旅の安全も祈願されたという。明治時代初期の廃仏毀釈その他の影響で一時期荒廃が進むが、昭和時代に住職らの努力で隆盛を取り戻し、現在に至っている。厄よけや藤原兼平と玉照姫の故事にちなんで、縁結びを祈る参拝者も多い。
尾張三十三観音、名古屋二十一大師の札所であり、また昭和30年頃には名古屋市観光協会の後援により大名古屋十二支恵当寺で巳年の護り本尊の普賢菩薩の霊場になり、昭和62年にはなごや七福神の恵比寿の霊場になった。
2018年より2022年にかけて、本堂の改修や諸堂の新築を含む大々的な再整備が行われた。戦後、政識和尚によって行われた大改修以来の工事とされる。

## 行事等
2月の節分会には豆まき祈祷が行われ、前夜に行われる前夜祭とともに参拝者や出店で賑わう。
毎月18日の観音の縁日には、祈祷が行われる。
毎月「6」のつく「祈願日」（6、16、26日）には、祈祷が行われ、境内で青空市『六の市』が開かれる（雨天中止）。出店では生鮮食品なども売られる。
毎月第四土曜日（8月、2月を除く）にはマルシェ『かんのんひろば』が開かれる（雨天中止）。第四土曜日が26日（六の市）の場合は、第三土曜日に開かれる。ハンドメイドの小物や、安心安全な食材、キッチンカーが参道に並ぶ。
毎年8月9日は大功徳日「九万九千日（くまんくせんにち）」であり、祈祷が行われる。それと同時に多くの夜店が出店し、盆踊りや地元中学校のジャズバンドによる演奏会なども行われる。

## 境内
- 本堂 - 本尊の十一面観音像は秘仏であり、開帳は8年ごとである（最近の開帳は2023年4月）。入口スロープの設置および構造の補強、屋根の葺き替えなどの大改修を受け、2022年に完了した。
- 新護摩堂 - 本堂東側に連結されている。弘法大師、不動明王、恵比須、大黒天など諸尊を安置。2022年改築。
- 信徒会館 - 本堂西側に連結。２つの広間を持ち、主に節分時に使われる。2022年新築。
- 医王殿（薬師堂） - 薬師如来像を安置。
- 善光寺堂 - 阿弥陀如来像を安置。2024年改修。
- 多宝塔 - 阿弥陀如来像を安置。
- 役行者堂
- 延命地蔵堂
- 白山社
- 六地蔵堂
- 稲荷社 - 荼吉尼天
- 放生池 - 通称「亀の池」。多くのカメが生息し、地域のシンボルとして周辺住民により生態調査が行われている。2010年に井戸水による給水を始めた。
- 千鳥塚・芭蕉句碑
- 宮本武蔵之碑
- 徳川家康人質交換記念碑
- 織部灯篭

## ギャラリー
- 本堂（西側より）
- 本堂（東側より）
- 放生池と仁王門
- 仁王門
- 西門
- 多宝塔・徳川家康公人質交換之地碑
- 鐘楼
- 放生池
- 西方院山門（笠覆寺塔頭のひとつ）
- 西方院本堂（笠覆寺塔頭のひとつ）
- 西方院堂宇（笠覆寺塔頭のひとつ）
- 泉増院境内（笠覆寺塔頭のひとつ）
- 泉増院堂宇（笠覆寺塔頭のひとつ）
- 東光院山門（笠覆寺塔頭のひとつ）
- 東光院本堂（笠覆寺塔頭のひとつ）
- 東光院天満宮（笠覆寺塔頭のひとつ）

## 文化財
重要文化財（国指定）
- 色紙墨書妙法蓮華経 巻第五

愛知県指定有形文化財
- 笠覆寺文書
- 梵鐘
- 木造十一面観音菩薩立像
- 銅造十一面観世音並びに六稜式厨子及び古甕 附:高力種信筆出現縁起：2張

名古屋市指定文化財
- 本堂
- 山門（仁王門）
- 多宝塔
- 鐘楼

名古屋市都市景観重要建造物
- 西門

## アクセス
- 名鉄名古屋本線 本笠寺駅より徒歩で約3分。
- 名古屋市営バス 笠寺西門停留所より徒歩で約1分。
  - 新瑞13系統・新瑞14系統・笠寺11系統（南巡回）が経由している。なお、毎年2月3日の日中のみ大須観音や新瑞橋駅と笠寺西門（笠寺駅）を結ぶ臨時急行バスも通っている。
- 名古屋市営地下鉄桜通線 桜本町駅より徒歩で約15分。
  - 市バスに乗り換えても行ける。
- JR東海道本線 笠寺駅より徒歩で約20分。

## その他
- 仁王門・本堂・西門・多宝塔・鐘楼の5つについては、1992年（平成4年）10月5日付で名古屋市の都市景観重要建築物等に指定されている[4]。
- 手水舎は2012年（平成24年）2月29日付で登録地域建造物資産に登録された[5]。
- 2018年から本堂はじめ諸堂の改修を含む工事が行われ、2022年8月に工事が完了した。第31回愛知まちなみ建築賞を受賞した。